# 홀로세 시기 거대 화산 분화 목록

2022년 1월 15일 훙가통가 해저화산 분화의 위성 사진

이 목록은 홀로세 시기 (대략 11,650년 BP (고고학) 이후) 화산 폭발 지수(VEI) 5 이상 또는 화산재 기둥 높이 최소 30 km에 달하는 대규모 폭발식 분화를 일으킨 화산이다. 현재까지 홀로세에는 VEI 8로 확인된 분화는 없었으며, VEI 7 분화도 이 기간 동안 몇 번만 발생한 것으로 추정된다. 가장 최근의 VEI 7 분화는 1815년 탐보라산 분화였다. 이 목록은 완전한 목록이 아니다.

## 기원후 서기 (CE)
| VEI | 화산/복합체                  | 화산호/대, 하위 지역 또는 열점            | 물질량 (km3) | 물질량 (km3) | 날짜                    | 테프라 또는 분화 이름                      |
| VEI | 화산/복합체                  | 화산호/대, 하위 지역 또는 열점            | 총량         | DRE          | 날짜                    | 테프라 또는 분화 이름                      |
| --- | ---------------------------- | ----------------------------------------- | ------------ | ------------ | ----------------------- | ------------------------------------------ |
| 5   | 훙가통가섬                   | 통가-커르머덱 제도 화산호                 | 6–14         | 7.1          | 2022년 1월 15일         | 2022년 훙가통가 해저화산 분화              |
| 5   | 푸예우에산                   | 안데스 화산대                             | 0.76–1.26    | 알 수 없음   | 2011년 6월 4일          | 2011년~2012년 푸예우에-코르돈 카울레 분화  |
| 5   | 세로아술산 (칠레)            | 안데스 화산대                             | 4.3–7.6      | 1.6–2.7      | 1991년 8월 8일          |                                            |
| 6   | 피나투보산                   | 루손섬 화산호                             | 10           | 4.8–6.0      | 1991년 6월 15일         | 1991년 피나투보산 분화                     |
| 5   | 엘치촌산                     | 치아파스 화산호                           | 2.2          | 1.1          | 1982년 4월 4일          | 테프라 A 단위                              |
| 5   | 세인트헬렌스산               | 캐스케이드 화산호                         | 1.1          | 0.5          | 1980년 5월 18일         | 1980년 세인트헬렌스산 분화                 |
| 5   | 아궁산                       | 순다 화산대, 발리주                       | 1            | 알 수 없음   | 1963년 3월 17일         |                                            |
| 5   | 베지미아니산                 | 캄차카                                    | 1.9          | 알 수 없음   | 1956년 3월 30일         |                                            |
| 5   | 하림코탄섬                   | 쿠릴 열도                                 | 1            | 알 수 없음   | 1933                    |                                            |
| 5   | 시틀랄테페틀산               | 안데스 화산대                             | 9.5          | 7–10         | 1932년 4월 10일~21일    |                                            |
| 5   | 이리오모테섬 북동쪽 해저화산 | 일본                                      | 1            | 알 수 없음   | 1924-10-31              |                                            |
| 6   | 노바룹타산                   | 남서 알래스카, 알류샨 열도                | 26–30        | 13–14        | 1912년 6월 6일          |                                            |
| 5   | 크수다치산                   | 캄차카반도                                | 1.75         | 알 수 없음   | 1907-03-28              |                                            |
| 6   | 산타마리아산                 | 중앙 아메리카 화산호, 과테말라            | 10.7–11.4    | 6.4          | 1902년 10월 24일        | 1902년 산타마리아산 분화                   |
| 5   | 타라웨라산                   | 타우포 화산지대                           | 2            | 알 수 없음   | 1886년 6월 10일~15일    | 1886년 타라웨라산 분화                     |
| 6   | 크라카타우산                 | 순다 화산대                               | 18–25        | 9.0          | 1883년 8월 26일         | 1883년 크라카타우산 분화                   |
| 5   | 아스크야산                   | 아이슬란드                                | 1.83         | 알 수 없음   | 1875년 3월 28일         |                                            |
| 5   | 시벨루치산                   | 캄차카반도                                | 2            | 알 수 없음   | 1854년 2월 18일         |                                            |
| 5   | 아궁산                       | 순다 화산대, 발리주                       | 1            | 알 수 없음   | 1843                    |                                            |
| 5   | 코시구이나                   | 중앙 아메리카 화산호, 니카라과            | 4.25         | 알 수 없음   | 1835년 1월 20일         |                                            |
| 5-6 | 자바리츠키 칼데라            | 쿠릴 열도                                 | 알 수 없음   | 알 수 없음   | 1831년                  |                                            |
| 5   | 켈루트산                     | 순다 화산대, 자와섬                       | 2            | 알 수 없음   | 1822년 10월 8일         |                                            |
| 7   | 탐보라산                     | 순다 화산대, 숨바와섬                     | 144–213      | 37–50        | 1815년 4월 10일         | 1815년 탐보라산 분화                       |
| 6?  | 인도네시아와 통가 사이       | 알 수 없음                                | 알 수 없음   | 알 수 없음   | 대략 1808년             | 1808년 미확인 분화                         |
| 5   | 세인트헬렌스산               | 캐스케이드 화산대                         | 1.5          | 알 수 없음   | 대략 1800년             | T (고트 록스)                              |
| 5   | 카틀라                       | 아이슬란드                                | 1            | 알 수 없음   | 1755-10-17              |                                            |
| 5   | 다루마에산                   | 홋카이도                                  | 4            | 알 수 없음   | 1739-08-18              | Ta-a                                       |
| 5   | 카틀라                       | 아이슬란드                                | 1            | 알 수 없음   | 1721-05-11              |                                            |
| 5   | 후지산                       | 혼슈섬                                    | 1.7          | 알 수 없음   | 1707년 12월 16일        | 호에이 대분화                              |
| 5   | 탕코코                       | 산기헤 화산호                             | 1            | 알 수 없음   | 1680                    |                                            |
| 5   | 감코노라산                   | 할마헤라 화산호                           | 1            | 알 수 없음   | 1673-05-20              |                                            |
| 5   | 다루마에산                   | 홋카이도                                  | 2.8          | 알 수 없음   | 1667-09-24              | Ta-b                                       |
| 5   | 우스산                       | 홋카이도                                  | 2.78         | 알 수 없음   | 1663-08-16              |                                            |
| 6   | 롱섬 (파푸아뉴기니)          | 비스마르크 화산호                         | 21           | 12           | 대략 1660년             | 티비토 테프라                              |
| 5   | 시벨루치산                   | 캄차카반도                                | ≥ 2          | 알 수 없음   | 1652 CE ±11             | SH1                                        |
| 5   | 멜리벵고이산                 | 민다나오섬, 필리핀                        | 1            | 알 수 없음   | 1640년 12월 26일        |                                            |
| 5   | 고마가다케산                 | 홋카이도                                  | 2.9          | 알 수 없음   | 1640-07-31              | Ko-d                                       |
| 5   | 베수비오산                   | 캄파니아 화산호                           | 1.1          | 알 수 없음   | 1631-12-16              |                                            |
| 5   | 푸르나스 화산                | 상미겔섬, 아소르스 제도                   | 2.1          | 알 수 없음   | 1630-09-03              |                                            |
| 5   | 카틀라                       | 아이슬란드                                | 1            | 알 수 없음   | 1625-09-02              |                                            |
| 6   | 후아이나푸티나산             | 안데스산맥, 중부 화산대                   | 34–35        | 12.2         | 1600년 2월 19일         |                                            |
| 5   | 라웅산                       | 순다 화산대, 자와섬                       | 1            | 알 수 없음   | 1593 CE                 |                                            |
| 5   | 켈루트산                     | 순다 화산대, 자와섬                       | 1            | 알 수 없음   | 대략 1586년             |                                            |
| 6   | 빌리 미첼산                  | 부건빌섬 & 솔로몬 제도                    | 13.5         | 알 수 없음   | 대략 1580년             | BM2                                        |
| 5   | 아과 드 파우                 | 상미겔섬, 아소르스 제도                   | 1.3          | 알 수 없음   | 1563-06-28 / 1563-07-26 |                                            |
| 5   | 세인트헬렌스산               | 캐스케이드 화산대                         | 1.5          | 알 수 없음   | 대략 1482년             | 위 (칼라마)                                |
| 5   | 세인트헬렌스산               | 캐스케이드 화산대                         | 7.7          | 알 수 없음   | 대략 1480년             | 더블유엔 (칼라마)                          |
| 6   | 바우르다르붕카산             | 아이슬란드                                | 10           | 알 수 없음   | 대략 1477년             | 베이다바트나흐라운                         |
| 7?  | 알 수 없음                   | 알 수 없음                                | 알 수 없음   | 알 수 없음   | 대략 1458년             | 1458년 미확인 분화                         |
| ?   | 알 수 없음                   | 알 수 없음                                | 알 수 없음   | 알 수 없음   | 1452/1453               | 1452년~1453년 미확인 분화                  |
| 6   | 외라이바이외퀴들             | 아이슬란드                                | 10           | 알 수 없음   | 1362년 6월 5일          |                                            |
| 6   | 킬로토아                     | 안데스산맥, 북부 화산대                   | 21           | 알 수 없음   | 대략 1280년             |                                            |
| 5   | 카틀라                       | 아이슬란드                                | 1            |              | 1262 CE                 |                                            |
| 7   | 사말라스산                   | 롬복섬                                    | 81–92        | 33–40        | 대략 1257년             | 1257년 사말라스산 분화                     |
| 5   | 아사마산                     | 혼슈섬                                    | 1.3          | 알 수 없음   | 1108년 8월 29일         | 텐닌 시대 분화 (1108년)                    |
| 5   | 헤클라산                     | 아이슬란드                                | 1.2          | 알 수 없음   | 대략 1104년             | H1 테프라                                  |
| 5   | 시벨루치산                   | 캄차카반도                                | ≥ 2          |              | 1034 CE ±11             | SH2                                        |
| 5   | 빌리 미첼산                  | 부건빌섬 & 솔로몬 제도                    | 7            |              | 1030 CE                 | BM1                                        |
| 6   | 백두산                       | 발해 (중국 – 조선민주주의인민공화국 국경) | 40–98        | 10–64        | 대략 946년              | 946년 백두산 분화 백두산-토마코마이 테프라 |
| 5   | 도와다                       | 혼슈섬                                    | 6.54         | 알 수 없음   | 대략 915년              | 분화 에피소드 A                            |
| 6   | 처칠산                       | 알래스카 동부                             | 50           |              | 847 CE ±1               | WRAe                                       |
| 6   | 라바울                       | 비스마르크 화산호                         | 24           | 알 수 없음   | 대략 683년              | 라바울 화쇄류                              |
| 6   | 다카타우아                   | 비스마르크 제도 화산호                    | 10           |              | 653 CE ±18              | Dk                                         |
| 5   | 시벨루치산                   | 캄차카반도                                | ≥ 2          |              | 650 CE ±40              | SH3                                        |
| 5   | 시벨루치산                   | 캄차카반도                                | ≥ 2          |              | 600 CE                  |                                            |
| 5   | 하루나산                     | 혼슈섬                                    | 1.6          |              | 550 CE ±10              | 후타쓰다케-이카호 분화                     |
| 6-7 | 알 수 없는 출처              | 알 수 없음                                | 알 수 없음   | 알 수 없음   | 대략 536년              | 530년대 기상이변                           |
| 5   | 베수비오산                   | 캄파니아 화산호                           | 1.2          | 알 수 없음   | 대략 472년              | 폴레나                                     |
| 6   | 일로팡고호                   | 중앙 아메리카 화산호, 엘살바도르          | 37–82        | 44–95        | 대략 430년              | 티에라 블랑카 호벤 분화                    |
| 5   | 아쿠탄                       | 알류샨 열도                               | 1            |              | 340                     | 아쿠탄 테프라                              |
| 7   | 타우포 화산                  | 타우포 화산지대                           | 110          | 알 수 없음   | 대략 232년              | 하테페 분화                                |
| 5   | 마사야                       | 중앙 아메리카 화산호, 니카라과            | 6.6          |              | 150                     | 마사야 응회암                              |
| 5   | 베수비오산                   | 캄파니아 화산호                           | 3.25         | 알 수 없음   | 대략 79년               | 79년 베수비오산 분화                       |
| 6   | 암브림섬                     | 바누아투                                  | 70           | 알 수 없음   | 대략 50년               | 암브림 화쇄류                              |

## 기원전 (BCE)
| VEI | 화산/복합체                  | 화산호/대, 하위 지역 또는 열점            | 물질량 (km3) | 물질량 (km3) | 날짜           | 연령 (ka) | 테프라 또는 분화 이름                  |
| VEI | 화산/복합체                  | 화산호/대, 하위 지역 또는 열점            | 총량         | DRE          | 날짜           | 연령 (ka) | 테프라 또는 분화 이름                  |
| --- | ---------------------------- | ----------------------------------------- | ------------ | ------------ | -------------- | --------- | -------------------------------------- |
| 6   | 오크목 칼데라                | 움나크섬, 알류샨 열도                     | 25+          | 15+          | 기원전 43년    | 2         | 오크목 II                              |
| 5   | 에트나                       | 캄파니아 화산호                           | 1            | 알 수 없음   | 기원전 122년   | 2.1       | 남쪽 측면, 정상 (피아노 칼데라 분화구) |
| 6   | 라울섬                       | 커르머덱 제도                             | 28.8         | 알 수 없음   | 기원전 250년   | 2.2       | 플리트우드                             |
| 5   | 세인트헬렌스산               | 캐스케이드 화산호                         | 1.2          | 알 수 없음   | 기원전 530년   | 2.5       | 피에스/푸 (파인 크릭)                  |
| 5   | 다루마에산                   | 홋카이도                                  | 3.3          |              | 550 BCE        |           | Ta-c                                   |
| 5   | 시벨루치산                   | 캄차카반도                                | 1            |              | 780 BCE        |           | SH5                                    |
| 5   | 후지산                       | 혼슈섬                                    | 1            |              | 930 BCE        |           | 남동쪽 측면 상부, 테프라 Zu층          |
| 5   | 시벨루치산                   | 캄차카반도                                | > 1          |              | 950 BCE        |           |                                        |
| 6   | 피나투보산                   | 루손 화산호                               | 12.5         | 알 수 없음   | 기원전 1050년  | 3         | 마라운옷 분화기                        |
| 5   | 헤클라산                     | 아이슬란드                                | 7.5          |              | 1100 BCE ±50   |           | H3 테프라                              |
| 5   | 타라웨라산                   | 타우포 화산지대                           | 8            |              | 1310 BCE ±12   |           | 카하로아 분화                          |
| 5   | 후지산                       | 혼슈섬                                    | 1            |              | 1350 BCE       |           | 테프라 Os층                            |
| 5   | 아바친스키산                 | 캄차카반도                                | 1.75         | 알 수 없음   | 기원전 1350년  | 3.3       | 테프라 IIAV3층                         |
| 6   | 타우포 화산                  | 타우포 화산지대                           | 17           | 알 수 없음   | 기원전 1460년  | 3.4       | 와이미히아 분화                        |
| 5   | 아바친스키산                 | 캄차카반도                                | ≥ 3.6        | 알 수 없음   | 기원전 1500년  | 3.5       | 테프라 AV1층                           |
| 5   | 헤이즈 화산                  | 남서 알래스카, 알류샨 열도                | 8.1          |              | 1550 BCE       |           | 헤이즈 테프라 세트 H                   |
| 6   | 가장 젊은 칼데라, 산토리니섬 | 남에게 화산호                             | 34.5         |              | 기원전 1610년  | 3.6       | 미노스 화산 분화                       |
| 6   | 세인트헬렌스산               | 캐스케이드 화산호                         | 15.3         | 알 수 없음   | 기원전 1860년  | 3.8       | 와이엔 (스미스 크릭)                   |
| 6   | 허드슨산                     | 안데스산맥, 남부 화산대                   | 12           | 알 수 없음   | 기원전 1890년  | 3.8       |                                        |
| 5   | 데이나산                     | 남서 알래스카, 알류샨 열도                | 1            |              | 1890 BCE       |           | 기원전 1890년 분화                     |
| 5   | 시벨루치산                   | 캄차카반도                                | > 1          |              | 2000 BCE       |           | SHsp                                   |
| 6-7 | 디셉션섬                     | 사우스셰틀랜드 제도                       | 알 수 없음   | 30-60        | 기원전 1960년  | 4         | 외부 해안 응회암                       |
| 6   | 롱섬 (파푸아뉴기니)          | 비스마르크 제도 화산호                    | > 10         | 알 수 없음   | 기원전 2040년  | 4         | 빌리아우층                             |
| 5   | 룬그웨                       | 대지구대, 탄자니아                        | 2.2          |              | 2050 BCE       |           | 룬그웨 부석                            |
| 5   | 니시야마, 하치조섬           | 이즈-보닌-마리아나 해구                   | 1.2          |              | 2050 BCE       |           | 미쓰네-7 스코리아                      |
| 5   | 시벨루치산                   | 캄차카반도                                | > 1          |              | 2100 BCE       |           | SHsp                                   |
| 7   | 백두산                       | 발해 (중국 – 조선민주주의인민공화국 국경) | 알 수 없음   | 알 수 없음   | 기원전 2264년? | 4.2–5.1   | 천문봉 분화                            |
| 7   | 세로 블랑코 (아르헨티나)     | 안데스산맥, 중부 화산대                   | 172          | 8–83         | 기원전 2300년  | 4.3       |                                        |
| 5   | 헤클라산                     | 아이슬란드                                | 5.6          |              | 2310 BCE ±20   |           | H4 테프라                              |
| 5   | 세인트헬렌스산               | 캐스케이드 화산호                         | 1.2          | 알 수 없음   | 기원전 2340년  | 4.3       | 와이비 (스미스 크릭)                   |
| 5   | 피통드라푸르네즈 화산        | 레위니옹                                  | 1.8          |              | 2700 BCE       |           | 벨콤브 화산재층                        |
| 5   | 일린스키산                   | 캄차카반도                                | 1.3          |              | 2850 BCE       |           | ZLT-테프라; IL-테프라                  |
| 5   | 아과 드 파우                 | 상미겔섬, 아소르스 제도                   | 5.4          |              | 2990 BCE       |           | 포구 A                                 |
| 5   | 누마자와호                   | 혼슈섬                                    | 4.71         |              | 3400 BCE       |           |                                        |
| 5   | 시벨루치산                   | 캄차카반도                                | ≥ 2          |              | 3500 BCE       |           |                                        |
| 6   | 피나투보산                   | 루손섬 화산호                             | 12?          | 알 수 없음   | 기원전 3550년  | 5.5       | 크로우 밸리 분화기                     |
| 7   | 탈 화산                      | 루손섬 화산호                             | 150>         | 90           | 기원전 3580년  | 5.5       | 탈 스코리아 화쇄류                     |
| 5   | 시벨루치산                   | 캄차카반도                                | ≥ 2          |              | 3650 BCE       |           |                                        |
| 5   | 카구야크산                   | 남서 알래스카, 알류샨 열도                | 3.9          |              | 3850 BCE       |           | 칼데라 형성                            |
| 6   | 마사야산                     | 중앙 아메리카 화산호, 니카라과            | 14.8         | 알 수 없음   | 기원전 4050년  | 6         |                                        |
| 5   | 도와다호                     | 혼슈섬                                    | 9.18         |              | 4150 BCE       |           | 분화 에피소드 C                        |
| 5   | 아포예케                     | 중앙 아메리카 화산호, 니카라과            | 1.9          |              | 4160 BCE ±30   |           | 라구나 실로아                          |
| 5   | 아바친스키산                 | 캄차카반도                                | ≥ 4          | 알 수 없음   | 기원전 4340년  | 6.3       | 테프라 IAv12층; AV4                    |
| 6-7 | 매컬리섬                     | 커르머덱 제도                             | ⩽ 100        | 알 수 없음   | 기원전 4360년  | 6.3       |                                        |
| 5   | 시벨루치산                   | 캄차카반도                                | ≥ 2          |              | 4400 BCE       |           |                                        |
| 5   | 고마가다케산                 | 홋카이도                                  | 3            |              | 4600 BCE ±50   |           | Ko-g                                   |
| 5   | 니시야마, 하치조섬           | 이즈-보닌-마리아나 해구                   | 1.2          |              | 4650 BCE       |           | 미쓰네-5 스코리아                      |
| 6   | 허드슨산                     | 안데스산맥, 남부 화산대                   | 18           | 알 수 없음   | 기원전 4750년  | 6.7       |                                        |
| 5   | 크수다치산                   | 캄차카반도                                | 7.5          |              | 4900 BCE       |           | KS2                                    |
| 5   | 타부이                       | 비스마르크 화산호                         | 5.75         |              | 4946 BCE ±40   |           | 랄루안 화쇄류                          |
| 5   | 헤클라산                     | 아이슬란드                                | 1.7          |              | 5150 BCE       |           | H5 테프라                              |
| 5   | 크수다치산                   | 캄차카반도                                | 3            |              | 5200 BCE       |           | KS3                                    |
| 5   | 이친스키산                   | 캄차카반도                                | 2.5          |              | 5400 BCE       |           |                                        |
| 5   | 시벨루치산                   | 캄차카반도                                | 1.2          |              | 5500 BCE       |           |                                        |
| 6   | 마슈호                       | 홋카이도                                  | 18.6         | 알 수 없음   | 기원전 5550년  | 7.5       | Ma-f/g/h/i/j                           |
| 6   | 항가르산                     | 캄차카반도                                | 15           | 알 수 없음   | 기원전 5700년  | 7.7       | KHG 테프라                             |
| 5   | 아바친스키산                 | 캄차카반도                                | 9            | 알 수 없음   | 기원전 5980년  | 7.9       | 테프라 IAv2층                          |
| 6   | 메넨가이산                   | 동아프리카 지구대                         | 70           | 알 수 없음   | 기원전 6050년  | 8         |                                        |
| 5   | 타라웨라산                   | 타우포 화산지대                           | 1.2          |              | 6060 BCE ±50   |           | 하로하로 (테 호로아 & 기타 돔)         |
| 5   | 마쿠신산                     | 우날라스카섬, 알류샨 열도                 | 7.5          |              | 6100 BCE ±50   |           |                                        |
| 6   | 카르카르섬                   | 비스마르크 화산호                         | 20           | 알 수 없음   | 기원전 6318년  | 8.3       | 와다우 퇴적층                          |
| 5   | 키지멘산                     | 캄차카반도                                | 4.9          |              | 6400 BCE ±50   |           | KZII                                   |
| 6   | 카림스키                     | 캄차카반도                                | 14.5         | 알 수 없음   | 기원전 6600년  | 8.6       | 테프라 KRM층                           |
| 5   | 시벨루치산                   | 캄차카반도                                | 1            |              | 6800 BCE       |           |                                        |
| 5   | 다루마에산                   | 홋카이도                                  | 1.9          |              | 6950 BCE       |           | Ta-d                                   |
| 5   | 시벨루치산                   | 캄차카반도                                | ≥ 2          |              | 7150 BCE       |           |                                        |
| 5   | 도와다호                     | 혼슈섬                                    | 2.5          |              | 7250 BCE       |           | 분화 에피소드 E                        |
| 5   | 시벨루치산                   | 캄차카반도                                | ≥ 1          |              | 7300 BCE       |           |                                        |
| 6   | 피나투보산                   | 루손섬 화산호                             | ⩾10          | 알 수 없음   | 기원전 7460년  | 9.4       | 타야완 칼데라, 파스불 분화기           |
| 5   | 타라웨라산                   | 타우포 화산지대                           |              |              | 7560 BCE ±18   |           | 로토마호                               |
| 6   | 아과 드 파우                 | 상미겔섬, 아소르스 제도                   | 11.5         | 알 수 없음   | 기원전 8000년  | 10        | 내부 칼데라 형성                       |
| 7   | 세미소포치노이섬             | 알류샨 열도                               | 120          | 알 수 없음   | 기원전 8000년  | 10        |                                        |
| 5   | 키지멘산                     | 캄차카반도                                | 4            |              | 8050 BCE       |           | KZI                                    |
| 6   | 그림스뵈튼 화산              | 아이슬란드                                | 15           | 알 수 없음   | 기원전 8230년  | 10.2      | 삭수나르바튼 테프라                    |
| 5   | 응고지호                     | 대지구대, 탄자니아                        | 7            |              | 8250 BCE       |           | 키툴로 부석                            |
| 5   | 도와다호                     | 혼슈섬                                    | 1.3          |              | 8250 BCE       |           | 분화 에피소드 F                        |
| 6   | 롱고노트산                   | 케냐 대지구대                             | 50           | 알 수 없음   | 기원전 8910년  | 10.9      |                                        |
| 5   | 통가리로산                   | 타우포 화산지대                           | 1            |              | 9350 BCE       |           |                                        |
| 5   | 통가리로산                   | 타우포 화산지대                           | 1            |              | 9450 BCE       |           | 포우투 라필리 (망가마테)               |
| 5   | 통가리로산                   | 타우포 화산지대                           | 1            |              | 9650 BCE       |           |                                        |

## 정확한 연도 미상
| VEI | 화산/복합체                 | 화산호/대, 하위 지역 또는 열점 | 물질량 총량 (km3) | 날짜 (가장 빠른 추정치) | 날짜 (가장 늦은 추정치) | 테프라 또는 분화 이름                               |
| --- | --------------------------- | ------------------------------ | ----------------- | ----------------------- | ----------------------- | --------------------------------------------------- |
| 5   | 사쿠라지마섬                | 규슈섬                         | 1                 | 대략 1471년             | 대략 1476년             |                                                     |
| 5   | 피나투보산                  | 루손섬 화산호                  | 1                 | 대략 1400년             | 대략 1500년             | 부아그 분화기                                       |
| 5   | 엘치촌산                    | 치아파스 화산호                | 2.8               | 대략 1260년             | 대략 1460년             |                                                     |
| 5   | 우비나스산                  | 안데스산맥, 중부 화산대        | 2.8               | 대략 1000년             | 대략 1164년             |                                                     |
| 5   | 마슈호                      | 홋카이도                       | 4.6               | 대략 980년              | 대략 1180년             | Ma-b                                                |
| 5   | 푸예우에                    | 안데스 화산대                  | 4.32              | 대략 785년              | 대략 935년              | MH 테프라                                           |
| 6   | 세보루코                    | 트랜스멕시코 화산대            | 10.95             | 대략 730년              | 대략 1130년             | 하라 부석                                           |
| 5   | 엘치촌산                    | 치아파스 화산호                | > 1               | 대략 680년              | 대략 880년              | 테프라 D 단위                                       |
| 6   | 파고산                      | 비스마르크 제도 화산호         | 20                | 대략 635년              | 대략 785년              | 위토리-갈릴로 테프라                                |
| 5   | 파고산                      | 비스마르크 제도 화산호         | 6                 | 대략 600년              | 대략 780년              | 위토리-킴베 4 테프라                                |
| 5   | 오팔라                      | 캄차카반도                     | 3.7               | 대략 560년              | 대략 660년              | 바라니 암피테아트르 분화구                          |
| 5   | 파고산                      | 비스마르크 제도 화산호         | 6                 | 대략 210년              | 대략 410년              | 위토리-킴베 3 테프라                                |
| 6   | 처칠산                      | 알래스카 동부                  | 10                | 대략 145년              | 대략 345년              | WRAn                                                |
| 6   | 크수다치산                  | 캄차카반도                     | 18.5              | 대략 140년              | 대략 340년              | KS1                                                 |
| 5   | 푸르나스 화산               | 상미겔섬, 아소르스 제도        | 1.54              | 기원전 20년             | 대략 180년              | 테프라 C층                                          |
| 6   | 아포예케                    | 중앙 아메리카 화산호, 니카라과 | 18                | 기원전 150년            | 대략 50년               |                                                     |
| 5   | 마사야                      | 중앙 아메리카 화산호, 니카라과 | 3.4               | 기원전 270년            | 기원전 70년             | 마사야 응회암                                       |
| 5   | 포포카테페틀                | 트랜스멕시코 화산대            | 3.2               | 기원전 500년            | 대략 100년              | I.A1 노란색 부석                                    |
| 5   | 미거산                      | 가리발디 화산대                | ⩾ 1               | 기원전 610년            | 기원전 210년            | 브리지 강 분화                                      |
| 5   | 통가리로산                  | 타우포 화산지대                | 1.2               | 기원전 750년            | 기원전 350년            |                                                     |
| 5   | 호두트카산                  | 캄차카반도                     | 1.25              | 기원전 1030년           | 기원전 830년            | KHD 테프라                                          |
| 5   | 얀타르니산                  | 남서 알래스카, 알류샨 열도     | 1                 | 기원전 1300년           | 기원전 300년            |                                                     |
| 6   | 파고산                      | 비스마르크 제도 화산호         | 30                | 기원전 1530년           | 기원전 1210년           | 위토리-킴베 2 테프라                                |
| 5   | 에트나                      | 캄파니아 화산호                | 1                 | 기원전 1550년           | 기원전 1450년           |                                                     |
| 6   | 아니아크착산                | 남서 알래스카, 알류샨 열도     | 50                | 기원전 1636년           | 기원전 1446년           | 아니아크치                                          |
| 5   | 세인트헬렌스산              | 캐스케이드 화산호              | 3.5               | 기원전 1870년           | 기원전 1670년           | 와이이 (스미스 크릭) 악 II                          |
| 5   | 비야리카산                  | 안데스 화산대                  | 3.3               | 기원전 2010년           | 기원전 1610년           | 푸콘 이그님브라이트                                 |
| 6   | 블랙 피크                   | 남서 알래스카, 알류샨 열도     | 30                | 기원전 2050년           | 기원전 1750년           |                                                     |
| 5   | 엘치촌산                    | 치아파스 화산호                | 2                 | 기원전 2130년           | 기원전 1930년           | 단위 K (SI; 에스핀돌라 2000) 단위 E (마시아스 1997) |
| 5   | 켈루트산                    | 순다 화산대, 자와섬            | 1                 | 기원전 2400년           | 기원전 2100년           |                                                     |
| 6   | 베니아미노프산              | 남서 알래스카, 알류샨 열도     | > 50              | 기원전 2455년           | 기원전 2153년           | V2                                                  |
| 6   | 베수비오산                  | 캄파니아 화산호                | 2.0               | 기원전 2460년           | 기원전 2380년           | 아벨리노 분화                                       |
| 5   | 캄피 플레그레이             | 캄파니아 화산호                | 1.8               | 기원전 2650년           | 기원전 1650년           | 아냐노 몬테 스피나                                  |
| 5   | 이케다호                    | 규슈섬                         | 2.3               | 기원전 2765년           | 기원전 2615년           | 이케다코 칼데라, 테프라 Ikp층                       |
| 5   | 시벨루치산                  | 캄차카반도                     | > 1               | 기원전 2920년           | 기원전 2320년           | SHdv                                                |
| 5-6 | 피셔 칼데라                 | 우니마크섬, 알류샨 열도        | 5.5 (DRE)         | 기원전 3245년           | 기원전 3095년           | 터콰이즈 콘                                         |
| 5   | 차이텐 화산                 | 안데스 화산대                  | 4.7               | 기원전 3320년           | 기원전 2880년           | Cha2/Mic2 테프라                                    |
| 5   | 아바친스키산                | 캄차카반도                     | 1.5               | 기원전 3350년           | 기원전 3050년           | 테프라 IAv20층; AV3                                 |
| 5   | 타라웨라산                  | 타우포 화산지대                | 6                 | 기원전 3621년           | 기원전 3431년           | 와카타네 테프라                                     |
| 5   | 포포카테페틀                | 트랜스멕시코 화산대            | ⩾ 5               | 기원전 4000년           | 기원전 3400년           | I.A1 노란색 부석                                    |
| 5   | 아포예케                    | 중앙 아메리카 화산호, 니카라과 | 1                 | 기원전 4050년           | 기원전 1050년           | 서부 칠테페 반도, 마테아레 테프라                   |
| 6   | 파고산                      | 비스마르크 제도 화산호         | 10                | 기원전 4210년           | 기원전 3790년           | 위토리-킴베 1 테프라                                |
| 5   | 헤클라산                    | 아이슬란드                     | 1                 | 기원전 4210년           | 기원전 4010년           | 헤클라 외 테프라                                    |
| 5   | 메이어섬 / 투후아           | 타우포 화산지대                | 1.6               | 기원전 5260년           | 기원전 4860년           | 타라티미 만                                         |
| 5   | 푸예우에                    | 안데스 화산대                  | 1.66              | 기원전 5230년           | 기원전 4930년           | PU-2 테프라                                         |
| 7   | 키카이 칼데라               | 난세이 제도                    | 332–457           | 기원전 5353년           | 기원전 5215년           | 아카호야 대분화                                     |
| 7   | 크레이터호 (마자마산으로서) | 캐스케이드 화산호              | 120               | 기원전 5832년           | 기원전 5734년           | 마자마 테프라                                       |
| 5-6 | 크레이터호                  | 캐스케이드 화산호              | > 9               | 기원전 5950년           | 기원전 5850년           | 하부 부석, 랴오 록                                  |
| 6   | 아니아크착산                | 알류샨 열도                    | 30                | 기원전 7550년           | 기원전 5050년           | 아니아크착 I                                        |
| 6   | 타오-루시르 칼데라          | 오네코탄섬, 쿠릴 열도          | 55                | 기원전 6438년           | 기원전 6258년           |                                                     |
| 7   | 쿠릴호                      | 캄차카반도                     | 155               | 기원전 6462년           | 기원전 6416년           | 일린스키 분화                                       |
| 5   | 시틀랄테페틀산              | 트랜스멕시코 화산대            | 1                 | 기원전 6860년           | 기원전 6560년           | 상부 시틀랄테페틀 이그님브라이트                    |
| 5-6 | 베수비오산                  | 캄파니아 화산호                | 5.1               | 기원전 7040년           | 기원전 6840년           | 메르카토 분화                                       |
| 6   | 오크목 칼데라               | 움나크섬, 알류샨 열도          | 75                | 기원전 8456년           | 기원전 6096년           | 오크목 I                                            |
| 6   | 모른 트루아 피통            | 도미니카, 소앤틸리스 제도      | 58                | 기원전 7535년           | 기원전 7347년           | PPR3 - 링크 폴                                      |
| 5   | 시벨루치산                  | 캄차카반도                     | ≥ 2               | 기원전 7550년           | 기원전 7250년           |                                                     |
| 5   | 칼부코산                    | 칠레 남부 & 아르헨티나         | 1                 | 기원전 7585년           | 기원전 5935년           | Ca8 테프라층                                        |
| 5   | 차이텐 화산                 | 안데스 화산대                  | 3.54              | 기원전 7950년           | 기원전 7550년           | Cha1 테프라                                         |
| 5   | 라운드탑 화산               | 움나크섬, 알류샨 열도          | 7                 | 기원전 8100년           | 기원전 7100년           |                                                     |
| 6   | 울릉도                      | 대한민국                       | 28.5              | 기원전 8305년           | 기원전 8227년           | 울릉도-오키 테프라                                  |
| 5   | 타우포 화산                 | 타우포 화산지대                | 4.8               | 기원전 8330년           | 기원전 7930년           | 단위 E (오페페 테프라)                              |
| 5   | 칼부코                      | 칠레 남부 & 아르헨티나         | 1                 | 기원전 8615년           | 기원전 8305년           | Ca1 테프라층                                        |
| 6   | 르비나야 파스트             | 쿠릴 열도                      | 75                | 기원전 8756년           | 기원전 8614년           |                                                     |
| 6   | 은털새속                    | 규슈섬                         | 12                | 기원전 9050년           | 기원전 7050년           | 와카미코 칼데라                                     |
| 5   | 아스크야산                  | 아이슬란드                     | 3.45              | 기원전 9110년           | 기원전 8710년           | 딘게야피욀 테프라                                   |
| 7   | 피셔 칼데라                 | 움나크섬, 알류샨 열도          | 142               | 기원전 9114년           | 기원전 8330년           | 피셔 응회암                                         |
| 5   | 타우포 화산                 | 타우포 화산지대                | 1                 | 기원전 9315년           | 기원전 9165년           | 테 코하이야카후 포인트 서쪽 4km, 단위 C (포로누이)  |
| 5   | 타우포 화산                 | 타우포 화산지대                | 1.4               | 기원전 9660년           | 기원전 9260년           |                                                     |
| 5   | 히지오리                    | 혼슈섬                         | 2.3               | 기원전 10050년          | 기원전 9050년           | 오바나자와 부석                                     |

## 같이 보기
- 여름 없는 해
- 530년대 기상이변
- 가장 큰 화산 분화 목록
- 제4기 화산 분화 목록
- 지구 화산 활동 연표